# Noyal-Pontivy
Noyal-Pontivy är en kommun i departementet Morbihan i regionen Bretagne i nordvästra Frankrike. Kommunen ligger i kantonen Pontivy som tillhör arrondissementet Pontivy. År 2022 hade Noyal-Pontivy 3 605 invånare.

## Befolkningsutveckling
Antalet invånare i kommunen Noyal-Pontivy
| Referens: INSEE |